# Banque cantonale de Schaffhouse
La Banque cantonale de Schaffhouse (SHKB) est une banque cantonale suisse dont le siège social est à Schaffhouse.